# NGC 5495
NGC 5495 ist eine 12,8 mag helle balkenspiralförmige Seyfertgalaxie (Typ 2) vom Hubble-Typ SBc im Sternbild Wasserschlange und etwa 296 Millionen Lichtjahre von der Milchstraße entfernt.
Sie wurde am 13. Mai 1834 von John Herschel mit einem 18-Zoll-Spiegelteleskop entdeckt,  der dabei „vF, S, R, bM, N.p. a star“ notierte.